# Nuevo Ideal (Messico)
Nuevo Ideal è una municipalità dello stato di Durango, nel Messico centrale; il capoluogo è la località omonima.
La popolazione della municipalità è di 10.876 abitanti (2010) e ha una estensione di 2.039 km².